# 马特拉 (维苗苏)
马特拉 (维苗苏)是葡萄牙布拉干萨区的一个堂区。总面积45.81平方公里，总人口338人，人口密度7.4人/平方公里。